# Gautama Buddha csodatételei

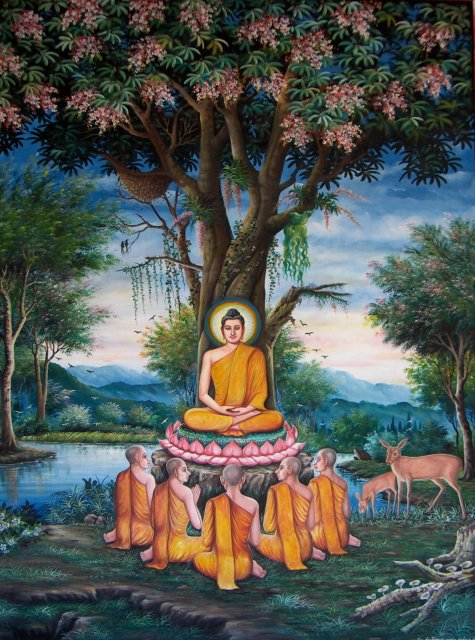
Az első tanítást megörökítő festmény a Vat Csedi Liem templomban, Thaiföldön.

Gautama Buddha állítólag emberfeletti erőkkel és képességekkel rendelkezett. Azonban tisztában volt a kétkedő tudat működlésével, ezért többször válaszolta az őt csodatevésre kérőknek, hogy "...nem szeretem, elutasítom és megvetem a csodákat (Dígha-nikája - Buddha hosszú beszédei)", és nem tett eleget kérésüknek. A képességekre a hagyomány szerint mély meditáció révén tett szert, akkor, amikor a világi életet maga mögött hagyta és aszkéta gyakorlatokat végzett éveken keresztül. Csodákat csak akkor hajtott végre, amikor az érző lények javára akart cselekedni és intette az őt követőket, hogy az ilyen képességek nem céljai az általa ajánlott útnak.

## Születése
Úgy tartják, hogy Gautama Sziddhártha születése után egyből felállt, tett hét lépést észak felé és a következőket mondta:

"A világ ura vagyok,

A világon a legidősebb,

A világon a legkiemelkedőbb.

Ez az utolsó születésem.

Nem lesz több születésem."

Természetesen általában egy újszülött nem képes azonnal beszélni, hiszen további fejlődésre van ahhoz szüksége, hogy folyékonyan beszélhessen. Ezen felül, minden egyes lépése nyomán lótuszvirág nyílott.
Állítólag Buddha fogantatása is varázsszerűen egy álmon keresztül történt, amikor édesanyja Májá Dévi egy fehér elefántot látott, amely az akkori legendák szerint egy áldott lény eljövetelét vetítették előre - tehát egy isteni lény születését, nem pedig emberét.

## A dupla csoda
Miután Buddha visszatért apja királyságába, nem voltak benne biztosak az emberek, hogy már megvilágosodott vagy még nem. Erre válaszul Buddha állítólag egy dupla csodát mutatott be nekik (Jamaka-pátihárija). Egyszerre két ellentmondó jelenséget produkált. A felsőtestéből lángokat, az alsótestéből vizet fakasztott felváltva majd ugyanezt a teste jobb és bal oldalával is megcsinálta.
Ezután Buddha három óriási lépéssel elment Tavatimszába, ahol az Abhidharmát megtanította elhunyt édesanyjának, aki abban a birodalomban dévaként született újra Szantusszita néven.

## Brahma
Buddha egyszer állítólag elrepült Brahmához és elmagyarázta neki, hogy minden jelenség állandótlan és ideiglenes (állandótlanság) és nincs önálló létezése (én-nélküliség). Miután Buddha szavai meggyőzték, Brahma úgy döntött, hogy Buddha dharmáját (tanításait) fogja követni.
Brahma ezután versenyre hívta Buddhát, hogy mérjék össze különleges képességeik erejét. Akárhányszor Brahma elbújt, Buddha mindig megtalálta. Ezután Buddha bújt el a semmiségben és a meditációban és Brahma nem találta őt. Brahma hite ezután megerősödött Buddhában.

## Az elefánt megszelídítése
Dévadatta Buddha unokatestvére volt, aki mindig is nagyon irigy volt Buddha képességeire. Miután többször kísérelt meg összefogni Buddha ellen sikertelenül, Dévadatta megrészegített egy Nalagiri (Dhanapala) névre hallgató elefántot, hogy tapossa el Buddhát. Egy verzió szerint az elefánt a városon keresztül átszaladva rontott rá Buddhára. Mielőtt éppen eltaposta volna, egy nő Buddha lábai elé ejtette véletlenül csecsemőjét, mire Buddha nyugodtan lehajolt érte és a rárontó elefántot az állat homlokához érve megállította.

## A tiszta víz
Gautama Buddha megkérte tanítványát Ánandát, hogy hozzon neki inni vizet az egyik kútról. Ánanda, azonban többször figyelmeztette Buddhát, hogy a kutat belepték a növények és a vize mérgező. Ennek ellenére Buddha tovább kérte a tanítványt, míg végül Ánanda hajlott a szóra. Állítólag mire Ánanda a kúthoz ért Buddha tisztává varázsolta a kutat és ihatóvá a vizét.

## Természetfeletti képességek
A Mahavagga (Fegyelmezések könyve, 4) első fejezetében Buddha megmutatta természetfeletti képességeit. Egy vízzel elárasztott területen kettéválasztotta vizet, hogy száraz lábbal át tudjon kelni.
A Maddzshima-nikája alapján Buddhának több különleges képessége volt mindenki másnál. Képes volt vízen járni (szerepel az Anguttara-nikájában is), milliófelé osztódni, majd újra egyesülni, óriássá és hangyaméretűvé változni, átsétálni hegyeken, elsüllyedni és megjelenni a földből, és vándorolni a különböző világok (létsíkok) között.

## Egyéb csodák
Buddha további képességei: iddhi, telepátia, szuper-hallás, isteni látás és előző életek látása. Ezekről ír a Mahaszihanada-szutta és a páli kánon egyéb szuttája.